# Ludwig Schrittenloher
Ludwig Schrittenloher (* 11. August 1931 in Holzheim; † 19. Mai 2024) war ein deutscher Jurist und Kommunalpolitiker (CSU). Er war dreißig Jahre lang Landrat von Freising.

## Werdegang
Schrittenloher besuchte die Volksschule in Freising und das humanistische Dom-Gymnasium Freising, das er 1950 mit dem Abitur abschloss. Das Jura-Studium an der Ludwig-Maximilians-Universität München schloss er 1954 mit der 1. und 1958 mit der 2. Staatsprüfung ab.
Schrittenloher arbeitete ab 1958 bei der Regierung von Oberbayern und beim Landratsamt Wasserburg am Inn, später als Abteilungsleiter im Landratsamt Freising. Der CSU-Politiker Schrittenloher wurde im November 1966 Nachfolger vom Freisinger Landrat Philipp Held, der als Bayerischen Justizminister berufen wurde. Schrittenloher war bis 1996 Landrat des oberbayerischen Landkreises. In seine Amtszeit fiel die Gebietsreform in Bayern mit der Eingliederung der kreisfreien Stadt Freising sowie der Umzug des Landratsamtes nach Neustift. 
1977 war er Vorsitzender des Planungsverbands Äußerer Wirtschaftsraum München. Von 1990 bis 1996 war er als Vertreter der Gemeinden und Gemeindeverbände Mitglied des Bayerischen Senats. Er war von 1988 bis 1996 1. Vizepräsident des Bayerischen Landkreistages und Mitglied im Präsidium des Deutschen Landkreistages.

## Auszeichnungen
- 1982: Bundesverdienstkreuz am Bande
- 1987: Bundesverdienstkreuz Erster Klasse
- 1991: Bayerischer Verdienstorden